# Ile Moustiques
Ile Moustiques (dt.: „Mücken-Insel“) ist eine Insel der Republik der Seychellen im Atoll Aldabra. Sie liegt zusammen mit anderen Riffinseln im Innern der Lagune am Nordsaum von Grand Terre.

## Geographie
Die Insel liegt im Westen des Atolls, dicht vor dem Ufer von Grand Terre.
Im Nordosten schließt sich Euphrates Islet an.